# ATP Tour 2020
ATP Tour 2020 představoval 51. ročník nejvyšší úrovně mužského profesionálního tenisu, hraný v roce 2020. Sezóna okruhu trvajícího od 3. ledna do 22. listopadu 2020 zahrnovala více než 30 turnajů, až na výjimky organizovaných Asociací profesionálních tenistů (ATP).
Sezóna byla dotčena pandemií covidu-19, v jejímž důsledku došlo k  přeložení či zrušení řady turnajů. Okruh byl přerušen v první polovině března, s následným zmrazením žebříčků. Řídící organizace ATP vydala 17. června 2020 revidovaný kalendář turnajů, v němž docházelo k dalším úpravám. Sezóna byla obnovena ve druhé polovině srpna newyorským Western & Southern Open.
Revidovaný tenisový okruh obsahoval tři Grand Slamy pořádané Mezinárodní tenisovou federací (ITF), tři turnaje kategorie ATP Tour Masters 1000, sedm ATP Tour 500, osmnáct ATP Tour 250 a závěrečný Turnaj mistrů naposledy hraný v Londýně. Lednovou premiéru zaznamenala mužská týmová soutěž ATP Cup, probíhající v Austrálii. Poprvé od konce druhé světové války byl zrušen Wimbledon, rovněž tak i milánský Next Generation ATP Finals pro nejlepší tenisty do 21 let. Tokijské Letní olympijské hry organizované ITF získaly nový termín v červenci 2021 a roční odklad postihl i střetnutí družstev Laver Cup. V Davisově poháru proběhl pouze plánovaný program do března. Zbývající zápasy byly přesunuty na rok 2021.
Jako světová jednička ve dvouhře do sezóny vstoupil Španěl Rafael Nadal. Po Australian Open jej vystřídal Srb Novak Djoković, který v závěru prosince překročil jako druhý muž hranici 300 týdnů na čele světové klasifikace. Žebříčku čtyřhry v úvodu roku vévodili Kolumbijci Juan Sebastián Cabal s Robertem Farahem, jenž vrchol deblového pořadí neopustil po celý kalendářní rok.
Ženskou obdobu mužského okruhu představoval WTA Tour 2020.

## Přehled
Sezónu ovlivnila pandemie covidu-19, včetně jejího přerušení a zmrazení žebříčků mezi březnem až srpnem 2020. Poprvé od konce druhé světové války neproběhl Wimbledon a grandslamovou sezónu premiérově uzavřel Roland Garros na přelomu září a října. Program Davis Cupu byl od března 2020 přesunut na rok 2021, stejně jako tokijské Letní olympijské hry a Laver Cup. Premiéru prožila týmová soutěž ATP Cup ve třech australských městech. Jejím vítězem se stalo Srbsko. Po obnovení sezóny se turnaje konaly za přísných proticovidových opatření, bez přítomnosti diváků. V žebříčku ATP nebyly odčítány body z roku 2019, ale tenisté pouze přičítali nově získané body.
Srb Novak Djoković pošesté završil sezónu jako konečná jednička na žebříčku, čímž vyrovnal rekord Peta Samprase. V prosinci 2020 se po Federerovi stal druhým mužem, který překročil hranici 300 týdnů na čele klasifikace. Již v úvodním kole Australian Open dosáhl 900. vítězného zápasu na okruhu ATP Tour. Z melbournského grandslamu si připsal osmý titul, jímž navýšil vlastní historický rekord turnaje a udržel finálovou i semifinálovou neporazitelnost s bilancí 16–0. V sezóně vytvořil rekordní 26zápasovou šňůru neporazitelnosti, ukončenou až diskvalifikací na US Open.

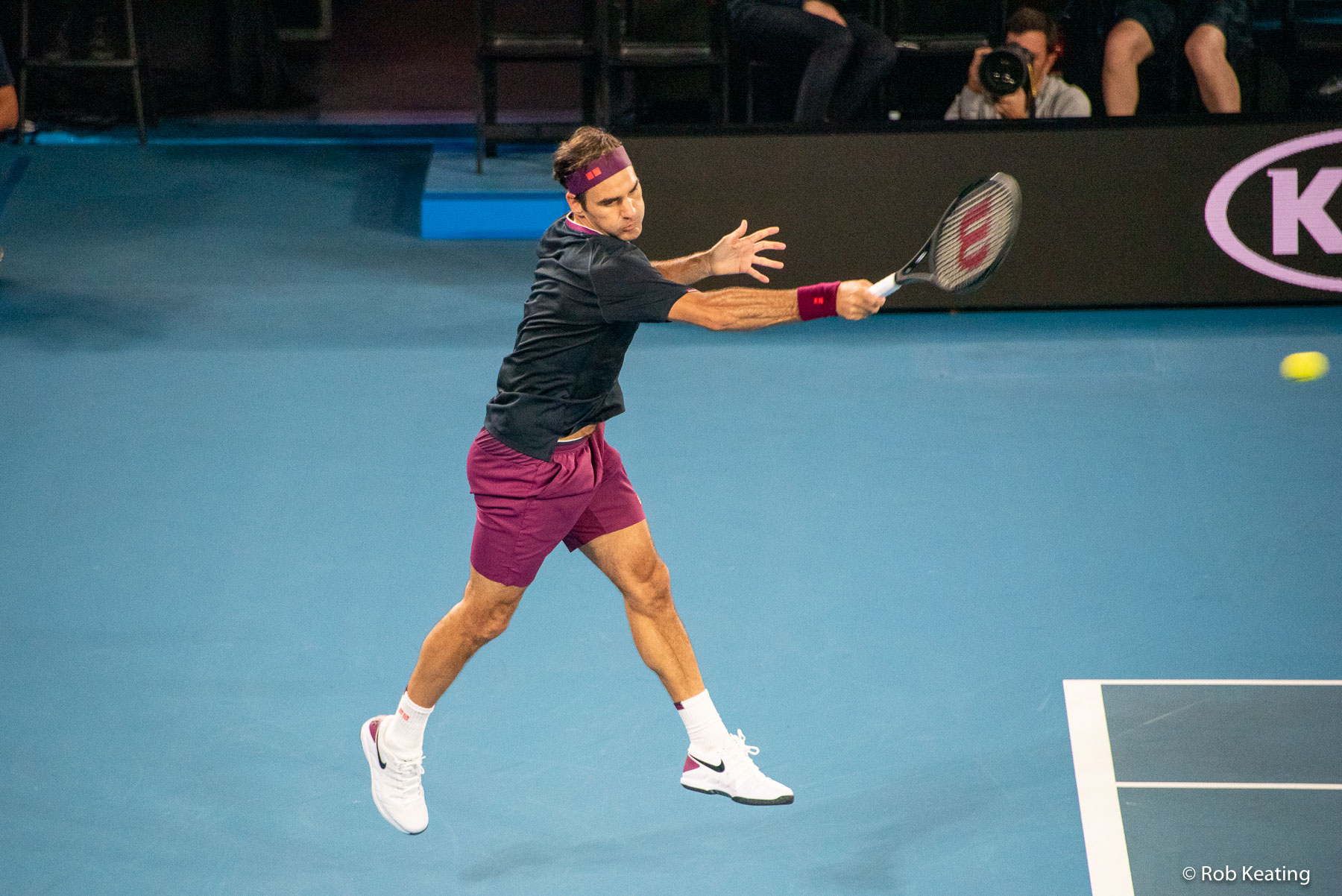
Roger Federer odehrál v sezóně jediný turnaj na Australian Open, kde jako první překročil hranici 100. vítězných zápasů. Během ledna 2020 se stal prvním mužem, jenž v elitní světové desítce figuroval již 900 týdnů

Ve druhém kole Rolex Paris Masters zaznamenal Rafael Nadal jubilejní 1000. výhru na túře ATP. Po Connersovi, Lendlovi a Federerovi se tak stal čtvrtým hráčem, který této mety dosáhl. Sezónu Španěl posedmé zakončil na 2. místě žebříčku a podvanácté jako člen Top 2, což znamenalo rekord okruhu. Rovněž jako první tenista historie vyhrál dvouhru na jednom z grandslamů potřinácté, když ovládl Roland Garros a dvacátou trofejí z majorů se posunul k Federerovi do čela statistik.
Dominic Thiem premiérově zakončil sezónu jako světová trojka. V září získal první grandslam na US Open po finálovém obratu ze stavu 0–2 na sety. Stal se tak prvním šampionem grandslamové dvouhry narozeným v 90. letech dvacátého století, respektive ukončil sérii 63 grandslamů vyhraných tenisty, kteří se narodili v 80. letech.
V historicky nejdelším finále závěrečného ATP Finals triumfoval Rus Daniil Medveděv, jenž jako první tenista v ročníku Turnaje mistrů zdolal světovou jedničku, dvojku a trojku, Djokoviće, Nadala i Thiema. Sezónu zakončil na 4. příčce. Švýcar Roger Federer odehrál pro zranění kolena jediný turnaj, Australian Open, na němž jako první překročil hranici 100. vítězství při poměru 100–14. Stal se i prvním hráčem se 100 výhrami z dvou grandslamů, když tohoto výkonu dosáhl již v roce 2019 ve Wimbledonu. V lednu 2020 byl navíc i prvním mužem, který v elitní světové desítce figuroval 900 týdnů. Debutoval v ní 20. května 2002.
Do první světové desítky dvouhry premiérově pronikli Kanaďan Denis Shapovalov, Rus Andrej Rubljov a Argentinec Diego Schwartzman. Shapovalov jako devatenáctý levák a čtvrtý takový hráč ve 21. století, Rubljov pak jako osmý ruský tenista. Největší posun do první padesátky klasifikace učinil Ital Jannik Sinner ze 78. na 37. místo, v rámci elitní stovky pak Kanaďan Vasek Pospisil ze 150. na 61. příčku.
Nejdelší zápas sezóny trvající 3.50 hodiny vyhrál na úvod Rio Open Brazilec Thiago Seyboth Wild nad Španělem Alejandrem Davidovichem Fokinou v poměru 5–7, 7–6 a 7–5. Celkem devatenáct utkání v roce překročilo hranici tří hodin. Čtyřikrát dospěly všechny sety jednoho zápasu do tiebreaku. Pouze mezi Kyrgiosem a Tsitsipasem na ATP Cupu si hráči neprolomili podání. Rovněž čtyřikrát postoupili do finále kvalifikanti. Ovšem ani Corentin Moutet v Dauhá, Lloyd Harris v Adelaide, Gianluca Mager v Riu de Janeiru a Yannick Hanfmann v Kitzbühelu nedokázali boj o titul vyhrát. Finálový souboj si zahráli i dva šťastní poražení z kvalifikace, Pedro Sousa v Buenos Aires a Lorenzo Sonego ve Vídni, ale rovněž tito hráči odešli poraženi. Pouze 182. hráč světa Thiago Seyboth Wild v chilském Santiagu a 107. tenista klasifikace Jiří Veselý v indickém Puné ovládli dvouhru z celkového množství devatenácti turnajů, přestože figurovali mimo Top 50.
U hráčů s minimálně 10 odehranými zápasy v sezóně dosáhl nejvyšší 93,2% úspěšnosti vyhraných gemů na servisu Milos Raonic. Statistiku odvrácených brejkbolů ovládl  John Isner se 77,2% úspěšností. Naopak nejvíce her na příjmu vyhrál Diego Schwartzman s hodnotou 34,9 % a nejvyšší počet 49,3 % brejkbolů proměnil Rafael Nadal. Nejmladšími finalisty v součtu věků obou tenistů byli 21letý Tsitsipas s 19letým Augerem-Aliassimem v Marseille, naopak nejstaršími 34letý Nadal s 33letým Djokovićem na French Open.

## Chronologický přehled turnajů
Chronologický přehled turnajů uvádí kalendář událostí okruhu ATP Tour 2020 včetně dějiště, počtu hráčů, povrchu, kategorie a celkové dotace.
Legenda
Tabulky měsíců uvádí vítěze a finalisty dvouhry i čtyřhry a dále pak semifinalisty a čtvrtfinalisty dvouhry. Zápis –S/–Q/–D/–X uvádí počet hráčů dvouhry/hráčů kvalifikace dvouhry/párů čtyřhry/párů mixu. (ZS) – základní skupina.
| Grand Slam                 |
| ATP Finals                 |
| Next Generation ATP Finals |
| ATP Tour Masters 1000      |
| ATP Tour 500               |
| ATP Tour 250               |
| Týmové soutěže             |

### Leden
| Týden od            | Turnaj | Vítězové                                          | Finalisté                             | Semifinalisté                    | Čtvrtfinalisté                                                        |
| ------------------- | --- | ------------------------------------------------- | ------------------------------------- | -------------------------------- | --------------------------------------------------------------------- |
| 6. ledna            | ATP Cup Brisbane, Perth, Sydney, Austrálie 15 000 000 $ – tvrdý – 24 týmů                                       | Srbsko 2–1                                        | Španělsko                             | Rusko Austrálie                  | Kanada Argentina Spojené království Belgie                            |
| 6. ledna            | Qatar Open Dauhá, Katar ATP Tour 250 1 465 260 $ – tvrdý – 28D/16Q/16Č dvouhra • čtyřhra                        | Andrej Rubljov 6–2, 7–6(7–3)                      | Corentin Moutet                       | Stan Wawrinka Miomir Kecmanović  | Aljaž Bedene Fernando Verdasco Márton Fucsovics Pierre-Hugues Herbert |
| 6. ledna            | Qatar Open Dauhá, Katar ATP Tour 250 1 465 260 $ – tvrdý – 28D/16Q/16Č dvouhra • čtyřhra                        | Rohan Bopanna Wesley Koolhof 3–6, 6–2, [10–6]     | Luke Bambridge Santiago González      | Stan Wawrinka Miomir Kecmanović  | Aljaž Bedene Fernando Verdasco Márton Fucsovics Pierre-Hugues Herbert |
| 13. ledna           | Adelaide International Adelaide, Austrálie ATP Tour 250 610 010 $ – tvrdý – 28D/16Q/16Č dvouhra • čtyřhra       | Andrej Rubljov 6–3, 6–0                           | Lloyd Harris                          | Tommy Paul Félix Auger-Aliassime | Albert Ramos-Viñolas Pablo Carreño Busta Dan Evans Alex Bolt          |
| 13. ledna           | Adelaide International Adelaide, Austrálie ATP Tour 250 610 010 $ – tvrdý – 28D/16Q/16Č dvouhra • čtyřhra       | Máximo González Fabrice Martin 7–6(14–12), 6–3    | Ivan Dodig Filip Polášek              | Tommy Paul Félix Auger-Aliassime | Albert Ramos-Viñolas Pablo Carreño Busta Dan Evans Alex Bolt          |
| 13. ledna           | Auckland Open Auckland, Nový ZélanČ ATP Tour 250 610 010 $ – tvrdý – 28D/16Q/16Č dvouhra • čtyřhra              | Ugo Humbert 7–6(7–2), 3–6, 7–6(7–5)               | Benoît Paire                          | Hubert Hurkacz John Isner        | Feliciano López John Millman Kyle Edmund Denis Shapovalov             |
| 13. ledna           | Auckland Open Auckland, Nový ZélanČ ATP Tour 250 610 010 $ – tvrdý – 28D/16Q/16Č dvouhra • čtyřhra              | Luke Bambridge Ben McLachlan 7–6(7–3), 6–3        | Marcus Daniell Philipp Oswald         | Hubert Hurkacz John Isner        | Feliciano López John Millman Kyle Edmund Denis Shapovalov             |
| 20. ledna 27. ledna | Australian Open Melbourne, Austrálie Grand Slam 32 846 000 A$ – tvrdý 128D/128Q/64D/32X dvouhra • čtyřhra • mix | Novak Djoković 6–4, 4–6, 2–6, 6–3, 6–4            | Dominic Thiem                         | Alexander Zverev Roger Federer   | Rafael Nadal Stan Wawrinka Tennys Sandgren Milos Raonic               |
| 20. ledna 27. ledna | Australian Open Melbourne, Austrálie Grand Slam 32 846 000 A$ – tvrdý 128D/128Q/64D/32X dvouhra • čtyřhra • mix | Rajeev Ram Joe Salisbury 6–4, 6–2                 | Max Purcell Luke Saville              | Alexander Zverev Roger Federer   | Rafael Nadal Stan Wawrinka Tennys Sandgren Milos Raonic               |
| 20. ledna 27. ledna | Australian Open Melbourne, Austrálie Grand Slam 32 846 000 A$ – tvrdý 128D/128Q/64D/32X dvouhra • čtyřhra • mix | Barbora Krejčíková Nikola Mektić 5–7, 6–4, [10–1] | Bethanie Mattek-Sandsová Jamie Murray | Alexander Zverev Roger Federer   | Rafael Nadal Stan Wawrinka Tennys Sandgren Milos Raonic               |

### Únor
| Týden od  | Turnaj | Vítězové                                                          | Finalisté                            | Semifinalisté                          | Čtvrtfinalisté                                                         |
| --------- | --- | ----------------------------------------------------------------- | ------------------------------------ | -------------------------------------- | ---------------------------------------------------------------------- |
| 3. února  | Open Sud de France Montpellier, Francie ATP Tour 250 606 350 € – tvrdý (h) – 28D/16Q/16Č dvouhra • čtyřhra                  | Gaël Monfils 7–5, 6–3                                             | Vasek Pospisil                       | Filip Krajinović David Goffin          | Norbert Gombos Grégoire Barrère Rictvrdý Gasquet Pierre-Hugues Herbert |
| 3. února  | Open Sud de France Montpellier, Francie ATP Tour 250 606 350 € – tvrdý (h) – 28D/16Q/16Č dvouhra • čtyřhra                  | Nikola Ćaćić Mate Pavić 6–4, 6–7(4–7), [10–4]                     | Dominic Inglot Ajsám Kúreší          | Filip Krajinović David Goffin          | Norbert Gombos Grégoire Barrère Rictvrdý Gasquet Pierre-Hugues Herbert |
| 3. února  | Maharashtra Open Puné, Indie ATP Tour 250 610 010 $ – tvrdý – 28D/16Q/16Č dvouhra • čtyřhra                                 | Jiří Veselý 7–6(7–2), 5–7, 6–3                                    | Jegor Gerasimov                      | James Duckworth Ričardas Berankis      | Roberto Marcora Kwon Sun-u Ilja Ivaška Júiči Sugita                    |
| 3. února  | Maharashtra Open Puné, Indie ATP Tour 250 610 010 $ – tvrdý – 28D/16Q/16Č dvouhra • čtyřhra                                 | André Göransson Christopher Rungkat 6–2, 3–6, [10–8]              | Jonatan Erlich Andrei Vasilevski     | James Duckworth Ričardas Berankis      | Roberto Marcora Kwon Sun-u Ilja Ivaška Júiči Sugita                    |
| 3. února  | Córdoba Open Córdoba, Argentina ATP Tour 250 610 010 $ – antuka – 28D/16Q/16Č dvouhra • čtyřhra                             | Cristian Garín 2–6, 6–4, 6–0                                      | Diego Schwartzman                    | Laslo Djere Andrej Martin              | Albert Ramos-Viñolas Juan Ignacio Londero Pablo Cuevas Corentin Moutet |
| 3. února  | Córdoba Open Córdoba, Argentina ATP Tour 250 610 010 $ – antuka – 28D/16Q/16Č dvouhra • čtyřhra                             | Marcelo Demoliner Matwé Middelkoop 6–3, 7–6(7–4)                  | Leonardo Mayer Andrés Molteni        | Laslo Djere Andrej Martin              | Albert Ramos-Viñolas Juan Ignacio Londero Pablo Cuevas Corentin Moutet |
| 10. února | ABN AMRO World Tennis Tournament Rotterdam, Nizozemsko ATP Tour 500 2 155 295 € – tvrdý (h) – 32D/16Q/16Č dvouhra • čtyřhra | Gaël Monfils 6–2, 6–4                                             | Félix Auger-Aliassime                | Filip Krajinović Pablo Carreño Busta   | Andrej Rubljov Dan Evans Jannik Sinner Aljaž Bedene                    |
| 10. února | ABN AMRO World Tennis Tournament Rotterdam, Nizozemsko ATP Tour 500 2 155 295 € – tvrdý (h) – 32D/16Q/16Č dvouhra • čtyřhra | Pierre-Hugues Herbert Nicolas Mahut 7–6(7–5), 4–6, [10–7]         | Henri Kontinen Jan-Lennard Struff    | Filip Krajinović Pablo Carreño Busta   | Andrej Rubljov Dan Evans Jannik Sinner Aljaž Bedene                    |
| 10. února | New York Open Uniondale, Spojené státy ATP Tour 250 804 180 $ – tvrdý (h) – 28D/16Q/16Č dvouhra • čtyřhra                   | Kyle Edmund 7–5, 6–1                                              | Andreas Seppi                        | Jason Jung Miomir Kecmanović           | Jordan Thompson Reilly Opelka Ugo Humbert Kwon Sun-u                   |
| 10. února | New York Open Uniondale, Spojené státy ATP Tour 250 804 180 $ – tvrdý (h) – 28D/16Q/16Č dvouhra • čtyřhra                   | Dominic Inglot Ajsám Kúreší 7–6(7–5), 7–6(8–6)                    | Steve Johnson Reilly Opelka          | Jason Jung Miomir Kecmanović           | Jordan Thompson Reilly Opelka Ugo Humbert Kwon Sun-u                   |
| 10. února | Argentina Open Buenos Aires, Argentina ATP Tour 250 696 280 $ – antuka – 28D/16Q/16Č dvouhra • čtyřhra                      | Casper Ruud 6–1, 6–4                                              | Pedro Sousa                          | Diego Schwartzman Juan Ignacio Londero | Pablo Cuevas Thiago Monteiro Dušan Lajović Guido Pella                 |
| 10. února | Argentina Open Buenos Aires, Argentina ATP Tour 250 696 280 $ – antuka – 28D/16Q/16Č dvouhra • čtyřhra                      | Marcel Granollers Horacio Zeballos 6–4, 5–7, [18–16]              | Guillermo Durán Juan Ignacio Londero | Diego Schwartzman Juan Ignacio Londero | Pablo Cuevas Thiago Monteiro Dušan Lajović Guido Pella                 |
| 17. února | Rio Open Rio de Janeiro, Brazílie ATP Tour 500 1 915 485 $ – antuka – 32D/16Q/16Č dvouhra • čtyřhra                         | Cristian Garín 7–6(7–3), 7–5                                      | Gianluca Mager                       | Attila Balázs Borna Ćorić              | Dominic Thiem Pedro Martínez Federico Coria Lorenzo Sonego             |
| 17. února | Rio Open Rio de Janeiro, Brazílie ATP Tour 500 1 915 485 $ – antuka – 32D/16Q/16Č dvouhra • čtyřhra                         | Marcel Granollers Horacio Zeballos 6–4, 5–7, [10–7]               | Salvatore Caruso Federico Gaio       | Attila Balázs Borna Ćorić              | Dominic Thiem Pedro Martínez Federico Coria Lorenzo Sonego             |
| 17. února | Open 13 Marseille, Francie ATP Tour 250 €769,670 – tvrdý (h) – 28D/16Q/16Č dvouhra • čtyřhra                                | Stefanos Tsitsipas 6–3, 6–4                                       | Félix Auger-Aliassime                | Gilles Simon Alexandr Bublik           | Daniil Medveděv Jegor Gerasimov Denis Shapovalov Vasek Pospisil        |
| 17. února | Open 13 Marseille, Francie ATP Tour 250 €769,670 – tvrdý (h) – 28D/16Q/16Č dvouhra • čtyřhra                                | Nicolas Mahut Vasek Pospisil 6–3, 6–4                             | Wesley Koolhof Nikola Mektić         | Gilles Simon Alexandr Bublik           | Daniil Medveděv Jegor Gerasimov Denis Shapovalov Vasek Pospisil        |
| 17. února | Delray Beach Open Delray Beach, Spojené státy ATP Tour 250 673 655 $ – tvrdý – 32D/16Q/16Č dvouhra • čtyřhra                | Reilly Opelka 7–5, 6–7(4–7), 6–2                                  | Jošihito Nišioka                     | Ugo Humbert Milos Raonic               | Francies Tiafoe Brandon Nakashima Kwon Sun-u Steve Johnson             |
| 17. února | Delray Beach Open Delray Beach, Spojené státy ATP Tour 250 673 655 $ – tvrdý – 32D/16Q/16Č dvouhra • čtyřhra                | Bob Bryan Mike Bryan 3–6, 7–5, [10–5]                             | Luke Bambridge Ben McLachlan         | Ugo Humbert Milos Raonic               | Francies Tiafoe Brandon Nakashima Kwon Sun-u Steve Johnson             |
| 24. února | Dubai Tennis Championships Dubaj, Spojené arabské emiráty ATP Tour 500 2 950 420 $ – tvrdý – 32D/16Q/16Č dvouhra • čtyřhra  | Novak Djoković 6–3, 6–4                                           | Stefanos Tsitsipas                   | Gaël Monfils Dan Evans                 | Karen Chačanov Rictvrdý Gasquet Andrej Rubljov Jan-Lennard Struff      |
| 24. února | Dubai Tennis Championships Dubaj, Spojené arabské emiráty ATP Tour 500 2 950 420 $ – tvrdý – 32D/16Q/16Č dvouhra • čtyřhra  | John Peers Michael Venus 6–3, 6–2                                 | Raven Klaasen Oliver Marach          | Gaël Monfils Dan Evans                 | Karen Chačanov Rictvrdý Gasquet Andrej Rubljov Jan-Lennard Struff      |
| 24. února | Mexican Open Acapulco, Mexiko ATP Tour 500 2 000 845 $ – tvrdý – 32D/16Q/16Č dvouhra • čtyřhra                              | Rafael Nadal 6–3, 6–2                                             | Taylor Fritz                         | Grigor Dimitrov John Isner             | Kwon Sun-u Stan Wawrinka Kyle Edmund Tommy Paul                        |
| 24. února | Mexican Open Acapulco, Mexiko ATP Tour 500 2 000 845 $ – tvrdý – 32D/16Q/16Č dvouhra • čtyřhra                              | Łukasz Kubot Marcelo Melo 7–6(8–6), 6–7(4–7), [11–9]              | Juan Sebastián Cabal Robert Farah    | Grigor Dimitrov John Isner             | Kwon Sun-u Stan Wawrinka Kyle Edmund Tommy Paul                        |
| 24. února | Chile Open Santiago, Chile ATP Tour 250 674 730 $ – antuka – 28D/16Q/16D dvouhra • čtyřhra                                  | Thiago Seyboth Wild 7–5, 4–6, 6–3                                 | Casper Ruud                          | Renzo Olivo Albert Ramos-Viñolas       | Cristian Garín Hugo Dellien Thiago Monteiro Federico Delbonis          |
| 24. února | Chile Open Santiago, Chile ATP Tour 250 674 730 $ – antuka – 28D/16Q/16D dvouhra • čtyřhra                                  | Roberto Carballés Baena Alejandro Davidovich Fokina 7–6(7–3), 6–1 | Marcelo Arévalo Jonny O'Mara         | Renzo Olivo Albert Ramos-Viñolas       | Cristian Garín Hugo Dellien Thiago Monteiro Federico Delbonis          |

### Březen
| Týden od      | Turnaj | Vítězové | Poražení |
| ------------- | --- | --- | --- |
| 2. března     | Davis Cup, kvalifikační kolo Záhřeb, Chorvatsko – tvrdý (h) Debrecín, Maďarsko – tvrdý (h) Bogotá, Kolumbie – antuka (h) Honolulu, Spojené státy – tvrdý (h) Adelaide, Austrálie – tvrdý Cagliari, Itálie – antuka Düsseldorf, Německo – tvrdý (h) Nur-Sultan, Kazachstán – tvrdý (h) Bratislava, Slovensko – antuka (h) Premstätten, Rakousko – tvrdý (h) Miki, Japonsko – tvrdý (h) Stockholm, Švédsko – tvrdý (h) | Chorvatsko 3–1 Maďarsko 3–2 Kolumbie 3–1 Spojené státy 4–0 Austrálie 3–1 Itálie 4–0 Německo 4–1 Kazachstán 3–1 Česko 3–1 Rakousko 3–1 Ekvádor 3–0 Švédsko 3–1 | Uzbekistán Belgie Argentina Indie Brazílie Jižní Korea Bělorusko Nizozemsko Slovensko Uruguay Japonsko Chile |
| zbytek března | turnaje nehrány pro pandemii covidu-19 | turnaje nehrány pro pandemii covidu-19 | turnaje nehrány pro pandemii covidu-19                                                                       |

### Duben–červenec
| duben–červenec | turnaje nehrány pro pandemii covidu-19 | turnaje nehrány pro pandemii covidu-19 | turnaje nehrány pro pandemii covidu-19 | turnaje nehrány pro pandemii covidu-19 | turnaje nehrány pro pandemii covidu-19 |

### Srpen
| Týden od          | Turnaj | Vítězové                                    | Finalisté                              | Semifinalisté                            | Čtvrtfinalisté                                                    |
| ----------------- | --- | ------------------------------------------- | -------------------------------------- | ---------------------------------------- | ----------------------------------------------------------------- |
| část srpna        | turnaje nehrány pro pandemii covidu-19                                                                                    | turnaje nehrány pro pandemii covidu-19      | turnaje nehrány pro pandemii covidu-19 | turnaje nehrány pro pandemii covidu-19   | turnaje nehrány pro pandemii covidu-19                            |
| 24. srpna         | Western & Southern Open New York, Spojené státy ATP Tour Masters 1000 4 674 780 $ − tvrdý – 56D/48Q/32Č dvouhra • čtyřhra | Novak Djoković 1–6, 6–3, 6–4                | Milos Raonic                           | Roberto Bautista Agut Stefanos Tsitsipas | Jan-Lennard Struff Daniil Medveděv Reilly Opelka Filip Krajinović |
| 24. srpna         | Western & Southern Open New York, Spojené státy ATP Tour Masters 1000 4 674 780 $ − tvrdý – 56D/48Q/32Č dvouhra • čtyřhra | Pablo Carreño Busta Alex de Minaur 6–2, 7–5 | Jamie Murray Neal Skupski              | Roberto Bautista Agut Stefanos Tsitsipas | Jan-Lennard Struff Daniil Medveděv Reilly Opelka Filip Krajinović |
| 31. srpna 7. září | US Open New York, Spojené státy Grand Slam 21 656 000 $ − tvrdý – 128D/32Č dvouhra • čtyřhra                              | Dominic Thiem 2–6, 4–6, 6–4, 6–3, 7–6(8–6)  | Alexander Zverev                       | Pablo Carreño Busta Daniil Medveděv      | Denis Shapovalov Borna Ćorić Andrej Rubljov Alex de Minaur        |
| 31. srpna 7. září | US Open New York, Spojené státy Grand Slam 21 656 000 $ − tvrdý – 128D/32Č dvouhra • čtyřhra                              | Mate Pavić Bruno Soares 7–5, 6–3            | Wesley Koolhof Nikola Mektić           | Pablo Carreño Busta Daniil Medveděv      | Denis Shapovalov Borna Ćorić Andrej Rubljov Alex de Minaur        |

### Září
| Týden od           | Turnaj | Vítězové                                            | Finalisté                          | Semifinalisté                        | Čtvrtfinalisté                                                          |
| ------------------ | --- | --------------------------------------------------- | ---------------------------------- | ------------------------------------ | ----------------------------------------------------------------------- |
| 7. září            | Austrian Open Kitzbühel Kitzbühel, Rakousko ATP Tour 250 400 335 € – antuka – 28D/24Q/16Č dvouhra • čtyřhra        | Miomir Kecmanović 6–4, 6–4                          | Yannick Hanfmann                   | Marc-Andrea Hüsler Laslo Djere       | Feliciano López Federico Delbonis Maximilian Marterer Diego Schwartzman |
| 7. září            | Austrian Open Kitzbühel Kitzbühel, Rakousko ATP Tour 250 400 335 € – antuka – 28D/24Q/16Č dvouhra • čtyřhra        | Austin Krajicek Franko Škugor 7–6(7–5), 7–5         | Marcel Granollers Horacio Zeballos | Marc-Andrea Hüsler Laslo Djere       | Feliciano López Federico Delbonis Maximilian Marterer Diego Schwartzman |
| 14. září           | Internazionali BNL d'Italia Řím, Itálie ATP Tour Masters 1000 3 854 000 € – antuka – 56D/64Q/32Č dvouhra • čtyřhra | Novak Djoković 7–5, 6–3                             | Diego Schwartzman                  | Casper Ruud Denis Shapovalov         | Dominik Koepfer Matteo Berrettini Grigor Dimitrov Rafael Nadal          |
| 14. září           | Internazionali BNL d'Italia Řím, Itálie ATP Tour Masters 1000 3 854 000 € – antuka – 56D/64Q/32Č dvouhra • čtyřhra | Marcel Granollers Horacio Zeballos 6–4, 5–7, [10–8] | Jérémy Ctvrdýy Fabrice Martin      | Casper Ruud Denis Shapovalov         | Dominik Koepfer Matteo Berrettini Grigor Dimitrov Rafael Nadal          |
| 21. září           | Hamburg European Open Hamburk, Německo ATP Tour 500 1 203 960 € – antuka – 32D/16Q/16Č dvouhra • čtyřhra           | Andrej Rubljov 6–4, 3–6, 7–5                        | Stefanos Tsitsipas                 | Casper Ruud Cristian Garín           | Ugo Humbert Roberto Bautista Agut Alexandr Bublik Dušan Lajović         |
| 21. září           | Hamburg European Open Hamburk, Německo ATP Tour 500 1 203 960 € – antuka – 32D/16Q/16Č dvouhra • čtyřhra           | John Peers Michael Venus 6–3, 6–4                   | Ivan Dodig Mate Pavić              | Casper Ruud Cristian Garín           | Ugo Humbert Roberto Bautista Agut Alexandr Bublik Dušan Lajović         |
| 27. září 11. října | French Open Paříž, Francie Grand Slam 18 209 040 € − antuka 128D/128Q/64Č dvouhra • čtyřhra                        | Rafael Nadal 6–0, 6–2, 7–5                          | Novak Djoković                     | Stefanos Tsitsipas Diego Schwartzman | Pablo Carreño Busta Andrej Rubljov Dominic Thiem Jannik Sinner          |
| 27. září 11. října | French Open Paříž, Francie Grand Slam 18 209 040 € − antuka 128D/128Q/64Č dvouhra • čtyřhra                        | Kevin Krawietz Andreas Mies 6–3, 7–5                | Mate Pavić Bruno Soares            | Stefanos Tsitsipas Diego Schwartzman | Pablo Carreño Busta Andrej Rubljov Dominic Thiem Jannik Sinner          |

### Říjen
| Týden od  | Turnaj | Vítězové                                           | Finalisté                          | Semifinalisté                                     | Čtvrtfinalisté                                                             |
| --------- | --- | -------------------------------------------------- | ---------------------------------- | ------------------------------------------------- | -------------------------------------------------------------------------- |
| 12. října | St. Petersburg Open Petrohrad, Rusko ATP Tour 500 tvrdý (h) dvouhra • čtyřhra                                       | Andrej Rubljov 7–6(7–5), 6–4                       | Borna Ćorić                        | Milos Raonic Denis Shapovalov                     | Reilly Opelka Karen Chačanov Cameron Norrie Stan Wawrinka                  |
| 12. října | St. Petersburg Open Petrohrad, Rusko ATP Tour 500 tvrdý (h) dvouhra • čtyřhra                                       | Jürgen Melzer Édouard Roger-Vasselin 6–2, 7–6(7–4) | Marcelo Demoliner Matwé Middelkoop | Milos Raonic Denis Shapovalov                     | Reilly Opelka Karen Chačanov Cameron Norrie Stan Wawrinka                  |
| 12. října | bett1Hulks Indoors Kolín nad Rýnem, Německo ATP Tour 250 325 610 € – tvrdý (h) – 28D/16Q/16Č dvouhra • čtyřhra      | Alexander Zverev 6–3, 6–3                          | Félix Auger-Aliassime              | Alejandro Davidovich Fokina Roberto Bautista Agut | Lloyd Harris Dennis Novak Radu Albot Hubert Hurkacz                        |
| 12. října | bett1Hulks Indoors Kolín nad Rýnem, Německo ATP Tour 250 325 610 € – tvrdý (h) – 28D/16Q/16Č dvouhra • čtyřhra      | Pierre-Hugues Herbert Nicolas Mahut 6–4, 6–4       | Łukasz Kubot Marcelo Melo          | Alejandro Davidovich Fokina Roberto Bautista Agut | Lloyd Harris Dennis Novak Radu Albot Hubert Hurkacz                        |
| 12. října | Forte Village Sardegna Open Sardinie, Itálie ATP Tour 250 antuka dvouhra • čtyřhra                                  | Laslo Djere 7–6(7–3), 7–5                          | Marco Cecchinato                   | Danilo Petrović Lorenzo Musetti                   | Federico Delbonis Albert Ramos-Viñolas Yannick Hanfmann Jiří Veselý        |
| 12. října | Forte Village Sardegna Open Sardinie, Itálie ATP Tour 250 antuka dvouhra • čtyřhra                                  | Marcus Daniell Philipp Oswald 6–3, 6–4             | Juan Sebastián Cabal Robert Farah  | Danilo Petrović Lorenzo Musetti                   | Federico Delbonis Albert Ramos-Viñolas Yannick Hanfmann Jiří Veselý        |
| 19. října | European Open Antverpy, Belgie ATP Tour 250 tvrdý (h) dvouhra • čtyřhra                                             | Ugo Humbert 6–1, 7–6(7–4)                          | Alex de Minaur                     | Grigor Dimitrov Daniel Evans                      | Marcos Giron Milos Raonic Karen Chačanov Lloyd Harris                      |
| 19. října | European Open Antverpy, Belgie ATP Tour 250 tvrdý (h) dvouhra • čtyřhra                                             | John Peers Michael Venus 6–3, 6–4                  | Rohan Bopanna Matwé Middelkoop     | Grigor Dimitrov Daniel Evans                      | Marcos Giron Milos Raonic Karen Chačanov Lloyd Harris                      |
| 19. října | bett1Hulks Championship Kolín nad Rýnem, Německo ATP Tour 250 325 610 € – tvrdý (h) – 28D/16Q/16D dvouhra • čtyřhra | Alexander Zverev 6–2, 6–1                          | Diego Schwartzman                  | Jannik Sinner Félix Auger-Aliassime               | Adrian Mannarino Gilles Simon Jošihito Nišioka Alejandro Davidovich Fokina |
| 19. října | bett1Hulks Championship Kolín nad Rýnem, Německo ATP Tour 250 325 610 € – tvrdý (h) – 28D/16Q/16D dvouhra • čtyřhra | Raven Klaasen Ben McLachlan 6–2, 6–4               | Kevin Krawietz Andreas Mies        | Jannik Sinner Félix Auger-Aliassime               | Adrian Mannarino Gilles Simon Jošihito Nišioka Alejandro Davidovich Fokina |
| 26. října | Erste Bank Open Vídeň, Rakousko ATP Tour 500 tvrdý (h) dvouhra • čtyřhra                                            | Andrej Rubljov 6–4, 6–4                            | Lorenzo Sonego                     | Daniel Evans Kevin Anderson                       | Novak Djoković Grigor Dimitrov Daniil Medveděv Dominic Thiem               |
| 26. října | Erste Bank Open Vídeň, Rakousko ATP Tour 500 tvrdý (h) dvouhra • čtyřhra                                            | Łukasz Kubot Marcelo Melo 7–6(7–5), 7–5            | Jamie Murray Neal Skupski          | Daniel Evans Kevin Anderson                       | Novak Djoković Grigor Dimitrov Daniil Medveděv Dominic Thiem               |
| 26. října | Astana Open Nur-Sultan, Kazachstán ATP Tour 250 tvrdý (h) dvouhra • čtyřhra                                         | John Millman 7–5, 6–1                              | Adrian Mannarino                   | Emil Ruusuvuori Frances Tiafoe                    | Michail Kukuškin Mackenzie McDonald Tommy Paul Jegor Gerasimov             |
| 26. října | Astana Open Nur-Sultan, Kazachstán ATP Tour 250 tvrdý (h) dvouhra • čtyřhra                                         | Sander Gillé Joran Vliegen 7–5, 6–3                | Max Purcell Luke Saville           | Emil Ruusuvuori Frances Tiafoe                    | Michail Kukuškin Mackenzie McDonald Tommy Paul Jegor Gerasimov             |

### Listopad
| Týden od      | Turnaj | Vítězové                                                        | Finalisté                            | Semifinalisté                    | Čtvrtfinalisté                                                                        |
| ------------- | --- | --------------------------------------------------------------- | ------------------------------------ | -------------------------------- | ------------------------------------------------------------------------------------- |
| 2. listopadu  | Rolex Paris Masters Paříž, Francie ATP Tour Masters 1000 3 732 608 € – tvrdý (h) – 56D/28Q/24Č dvouhra • čtyřhra | Daniil Medveděv 5–7, 6–4, 6–1                                   | Alexander Zverev                     | Rafael Nadal Milos Raonic        | Pablo Carreño Busta Stan Wawrinka Diego Schwartzman Ugo Humbert                       |
| 2. listopadu  | Rolex Paris Masters Paříž, Francie ATP Tour Masters 1000 3 732 608 € – tvrdý (h) – 56D/28Q/24Č dvouhra • čtyřhra | Félix Auger-Aliassime Hubert Hurkacz 6–7(3–7), 7–6(9–7), [10–2] | Mate Pavić Bruno Soares              | Rafael Nadal Milos Raonic        | Pablo Carreño Busta Stan Wawrinka Diego Schwartzman Ugo Humbert                       |
| 9. listopadu  | Sofia Open Sofie, Bulharsko ATP Tour 250 389 270 € – tvrdý (h) – 28D/16Q/16Č dvouhra • čtyřhra                   | Jannik Sinner 6–4, 3–6, 7–6(7–3)                                | Vasek Pospisil                       | Adrian Mannarino Richard Gasquet | Radu Albot Alex de Minaur John Millman Salvatore Caruso                               |
| 9. listopadu  | Sofia Open Sofie, Bulharsko ATP Tour 250 389 270 € – tvrdý (h) – 28D/16Q/16Č dvouhra • čtyřhra                   | Jamie Murray Neal Skupski bez boje                              | Jürgen Melzer Édouard Roger-Vasselin | Adrian Mannarino Richard Gasquet | Radu Albot Alex de Minaur John Millman Salvatore Caruso                               |
| 16. listopadu | ATP Finals Londýn, Velká Británie ATP Finals tvrdý (h) 5 700 000 $ – tvrdý (h) – 8D/8Č dvouhra • čtyřhra         | Daniil Medveděv 4–6, 7–6(7–2), 6–4                              | Dominic Thiem                        | Rafael Nadal Novak Djoković      | Základní skupina Alexander Zverev Diego Schwartzman Stefanos Tsitsipas Andrej Rubljov |
| 16. listopadu | ATP Finals Londýn, Velká Británie ATP Finals tvrdý (h) 5 700 000 $ – tvrdý (h) – 8D/8Č dvouhra • čtyřhra         | Wesley Koolhof Nikola Mektić 6–2, 3–6, [10–5]                   | Jürgen Melzer Édouard Roger-Vasselin | Rafael Nadal Novak Djoković      | Základní skupina Alexander Zverev Diego Schwartzman Stefanos Tsitsipas Andrej Rubljov |

### Přeložené a zrušené turnaje
Pandemie covidu-19 postihla mužský okruh ATP Tour i ženský okruh WTA Tour. Mezi 9. březnem až 21. srpnem 2020 byla sezóna přerušena, se zrušením či přeložením turnajů. Novým termínem Letních olympijských her 2020 se stal červenec 2021. Ke zmrazení žebříčků ATP a WTA došlo 16. března. Obnovení následovalo během srpna s rozehráním okruhů. Zároveň byla upravena metodika zápočtu bodů v revidovaných žebříčcích.
| Týden od               | turnaj                                                                          | stav                                                           |
| ---------------------- | ------------------------------------------------------------------------------- | -------------------------------------------------------------- |
| 9. března 16. března   | Indian Wells Masters Indian Wells, Spojené státy ATP Tour Masters 1000 tvrdý    | zrušeno                                                        |
| 23. března 30. března  | Miami Masters Miami, Spojené státy ATP Tour Masters 1000 tvrdý                  | zrušeno                                                        |
| 6. dubna               | U.S. Men's Clay Court Championships Houston, Spojené státy ATP Tour 250 antuka  | zrušeno                                                        |
| 6. dubna               | Grand Prix Hassan II Marrákeš, Maroko ATP Tour 250 antuka                       | zrušeno                                                        |
| 13. dubna              | Monte-Carlo Masters Roquebrune-Cap-Martin, Francie ATP Tour Masters 1000 antuka | zrušeno                                                        |
| 20. dubna              | Barcelona Open Barcelona, Španělsko ATP Tour 500 antuka                         | zrušeno                                                        |
| 20. dubna              | Hungarian Open Budapešť, Maďarsko ATP Tour 250 antuka                           | zrušeno                                                        |
| 27. dubna              | Estoril Open Estoril, Portugalsko ATP Tour 250 antuka                           | zrušeno                                                        |
| 27. dubna              | BMW Open Mnichov, Německo ATP Tour 250 antuka                                   | zrušeno                                                        |
| 4. května              | Madrid Open Madrid, Španělsko ATP Tour Masters 1000 antuka                      | původně přeloženo na září, později zrušeno                     |
| 11. května             | Rome Masters Řím, Itálie ATP Tour Masters 1000 antuka                           | přeloženo na září                                              |
| 18. května             | Geneva Open Ženeva, Švýcarsko ATP Tour 250 antuka                               | zrušeno                                                        |
| 18. května             | Lyon Open Lyon, Francie ATP Tour 250 antuka                                     | zrušeno                                                        |
| 25. května 1. června   | French Open Paříž, Francie Grand Slam antuka                                    | přeloženo na září                                              |
| 8. června              | Stuttgart Open Stuttgart, Německo ATP Tour 250 tráva                            | zrušeno                                                        |
| 8. června              | Libéma Open 's-Hertogenbosch, Nizozemsko ATP Tour 250 tráva                     | zrušeno                                                        |
| 15. června             | Halle Open Halle, Německo ATP Tour 500 tráva                                    | zrušeno                                                        |
| 15. června             | Queen's Club Championships Londýn, Velká Británie ATP Tour 500 tráva            | zrušeno                                                        |
| 22. června             | Eastbourne International Eastbourne, Velká Británie ATP Tour 250 tráva          | zrušeno                                                        |
| 22. června             | Mallorca Championships Santa Ponsa, Španělsko ATP Tour 250 tráva                | zrušeno                                                        |
| 29. června 6. července | Wimbledon Londýn, Velká Británie Grand Slam tráva                               | zrušeno                                                        |
| 13. července           | Hamburg European Open Hamburk, Německo ATP Tour 500 antuka                      | přeloženo na září                                              |
| 13. července           | Hall of Fame Open Newport, Spojené státy ATP Tour 250 tráva                     | zrušeno                                                        |
| 13. července           | Swedish Open Båstad, Švédsko ATP Tour 250 antuka                                | zrušeno                                                        |
| 20. července           | Los Cabos Open Cabo San Lucas, Mexiko ATP Tour 250 tvrdý                        | zrušeno                                                        |
| 20. července           | Swiss Open Gstaad, Švýcarsko ATP Tour 250 antuka                                | zrušeno                                                        |
| 20. července           | Croatia Open Umag Umag, Chorvatsko ATP Tour 250 antuka                          | zrušeno                                                        |
| 27. července           | Letní olympijské hry Tokio, Japonsko Olympijské hry tvrdý                       | přeloženo na červenec 2021                                     |
| 27. července           | Atlanta Open Atlanta, Spojené státy ATP Tour 250 tvrdý                          | zrušeno                                                        |
| 27. července           | Austrian Open Kitzbühel Kitzbühel, Rakousko ATP Tour 250 antuka                 | přeloženo na září                                              |
| 3. srpna               | Citi Open Washington, Spojené státy ATP Tour 500 tvrdý                          | zrušeno                                                        |
| 10. srpna              | Canada Masters Toronto, Kanada ATP Tour Masters 1000 tvrdý                      | zrušeno                                                        |
| 17. srpna              | Cincinnati Masters Cincinnati, Spojené státy ATP Tour Masters 1000 tvrdý        | přeloženo na 22. srpna ze Cincinnati do New Yorku              |
| 24. srpna              | Winston-Salem Open Winston-Salem, Spojené státy ATP Tour 250 tvrdý              | zrušeno                                                        |
| 21. září               | Laver Cup Boston, Spojené státy tvrdý (h)                                       | přeloženo na září 2021                                         |
| 21. září               | St. Petersburg Open Petrohrad, Rusko ATP Tour 250 tvrdý (h)                     | přeloženo na říjen, jednorázově hráno v kategorii ATP Tour 500 |
| 21. září               | Moselle Open Mety, Francie ATP Tour 250 tvrdý (h)                               | zrušeno                                                        |
| 28. září               | Chengdu Open Čcheng-tu, Čína ATP Tour 250 tvrdý                                 | zrušeno                                                        |
| 28. září               | Zhuhai Championships Ču-chaj, Čína ATP Tour 250 tvrdý                           | zrušeno                                                        |
| 28. září               | Sofia Open Sofie, Bulharsko ATP Tour 250 tvrdý (h)                              | přeloženo na listopad                                          |
| 5. října               | Japan Open Tennis Championships Tokio, Japonsko ATP Tour 500 tvrdý              | zrušeno                                                        |
| 5. října               | Čína Open Peking, Čína ATP Tour 500 tvrdý                                       | zrušeno                                                        |
| 12. října              | Shanghai Masters Šanghaj, Čína ATP Tour Masters 1000 tvrdý                      | zrušeno                                                        |
| 19. října              | Stockholm Open Stockholm, Švédsko ATP Tour 250 tvrdý (h)                        | zrušeno                                                        |
| 19. října              | Kremlin Cup Moskva, Rusko ATP Tour 250 tvrdý (h)                                | zrušeno                                                        |
| 26. října              | Swiss Indoors Basilej, Švýcarsko ATP Tour 500 tvrdý (h)                         | zrušeno                                                        |
| 9. listopadu           | Next Gen ATP Finals Milán, Itálie exhibice tvrdý (h)                            | zrušeno                                                        |
| 23. listopadu          | Davis Cup, finále Madrid, Španělsko tvrdý (h)                                   | přeloženo na listopad 2021                                     |

## Statistiky

### Tituly podle tenistů
|        |                                   | Grand Slam | Grand Slam | Grand Slam | Závěrečné | Závěrečné | ATP 1000 | ATP 1000 | ATP 500 | ATP 500 | ATP 250 | ATP 250 | Celkem | Celkem | Celkem |
| Celkem | Tenista                           | D          | Č          | X          | D         | Č         | D        | Č        | D       | Č       | D       | Č       | D      | Č      | X      |
| ------ | --------------------------------- | ---------- | ---------- | ---------- | --------- | --------- | -------- | -------- | ------- | ------- | ------- | ------- | ------ | ------ | ------ |
| 5      | Andrej Rubljov (RUS)              |            |            |            |           |           |          |          | ●       |         | ●       |         | 5      | 0      | 0      |
| 4      | Novak Djoković (SRB)              | ●          |            |            |           |           | ●        |          | ●       |         |         |         | 4      | 0      | 0      |
| 3      | Marcel Granollers (ESP)           |            |            |            |           |           |          | ●        |         | ●       |         | ●       | 0      | 3      | 0      |
| 3      | Horacio Zeballos (ARG)            |            |            |            |           |           |          | ●        |         | ●       |         | ●       | 0      | 3      | 0      |
| 3      | John Peers (AUS)                  |            |            |            |           |           |          |          |         | ●       |         | ●       | 0      | 3      | 0      |
| 3      | Michael Venus (NZL)               |            |            |            |           |           |          |          |         | ●       |         | ●       | 0      | 3      | 0      |
| 3      | Nicolas Mahut (FRA)               |            |            |            |           |           |          |          |         | ●       |         | ●       | 0      | 3      | 0      |
| 2      | Nikola Mektić (CRO)               |            |            | ●          |           | ●         |          |          |         |         |         |         | 0      | 1      | 1      |
| 2      | Rafael Nadal (ESP)                | ●          |            |            |           |           |          |          | ●       |         |         |         | 2      | 0      | 0      |
| 2      | Mate Pavić (CRO)                  |            | ●          |            |           |           |          |          |         |         |         | ●       | 0      | 2      | 0      |
| 2      | Daniil Medveděv (RUS)             |            |            |            | ●         |           | ●        |          |         |         |         |         | 2      | 0      | 0      |
| 2      | Wesley Koolhof (NED)              |            |            |            |           | ●         |          |          |         |         |         | ●       | 0      | 2      | 0      |
| 2      | Łukasz Kubot (POL)                |            |            |            |           |           |          |          |         | ●       |         |         | 0      | 2      | 0      |
| 2      | Marcelo Melo (BRA)                |            |            |            |           |           |          |          |         | ●       |         |         | 0      | 2      | 0      |
| 2      | Cristian Garín (CHI)              |            |            |            |           |           |          |          | ●       |         | ●       |         | 2      | 0      | 0      |
| 2      | Gaël Monfils (FRA)                |            |            |            |           |           |          |          | ●       |         | ●       |         | 2      | 0      | 0      |
| 2      | Pierre-Hugues Herbert (FRA)       |            |            |            |           |           |          |          |         | ●       |         | ●       | 0      | 2      | 0      |
| 2      | Ugo Humbert (FRA)                 |            |            |            |           |           |          |          |         |         | ●       |         | 2      | 0      | 0      |
| 2      | Alexander Zverev (GER)            |            |            |            |           |           |          |          |         |         | ●       |         | 2      | 0      | 0      |
| 2      | Ben McLachlan (JPN)               |            |            |            |           |           |          |          |         |         |         | ●       | 0      | 2      | 0      |
| 1      | Dominic Thiem (AUT)               | ●          |            |            |           |           |          |          |         |         |         |         | 1      | 0      | 0      |
| 1      | Kevin Krawietz (GER)              |            | ●          |            |           |           |          |          |         |         |         |         | 0      | 1      | 0      |
| 1      | Andreas Mies (GER)                |            | ●          |            |           |           |          |          |         |         |         |         | 0      | 1      | 0      |
| 1      | Rajeev Ram (USA)                  |            | ●          |            |           |           |          |          |         |         |         |         | 0      | 1      | 0      |
| 1      | Joe Salisbury (GBR)               |            | ●          |            |           |           |          |          |         |         |         |         | 0      | 1      | 0      |
| 1      | Bruno Soares (BRA)                |            | ●          |            |           |           |          |          |         |         |         |         | 0      | 1      | 0      |
| 1      | Félix Auger-Aliassime (CAN)       |            |            |            |           |           |          | ●        |         |         |         |         | 0      | 1      | 0      |
| 1      | Pablo Carreño Busta (ESP)         |            |            |            |           |           |          | ●        |         |         |         |         | 0      | 1      | 0      |
| 1      | Alex de Minaur (AUS)              |            |            |            |           |           |          | ●        |         |         |         |         | 0      | 1      | 0      |
| 1      | Hubert Hurkacz (POL)              |            |            |            |           |           |          | ●        |         |         |         |         | 0      | 1      | 0      |
| 1      | Jürgen Melzer (AUT)               |            |            |            |           |           |          |          |         | ●       |         |         | 0      | 1      | 0      |
| 1      | Édouard Roger-Vasselin (FRA)      |            |            |            |           |           |          |          |         | ●       |         |         | 0      | 1      | 0      |
| 1      | Laslo Djere (SRB)                 |            |            |            |           |           |          |          |         |         | ●       |         | 1      | 0      | 0      |
| 1      | Kyle Edmund (GBR)                 |            |            |            |           |           |          |          |         |         | ●       |         | 1      | 0      | 0      |
| 1      | Miomir Kecmanović (SRB)           |            |            |            |           |           |          |          |         |         | ●       |         | 1      | 0      | 0      |
| 1      | John Millman (AUS)                |            |            |            |           |           |          |          |         |         | ●       |         | 1      | 0      | 0      |
| 1      | Reilly Opelka (USA)               |            |            |            |           |           |          |          |         |         | ●       |         | 1      | 0      | 0      |
| 1      | Casper Ruud (NOR)                 |            |            |            |           |           |          |          |         |         | ●       |         | 1      | 0      | 0      |
| 1      | Stefanos Tsitsipas (GRE)          |            |            |            |           |           |          |          |         |         | ●       |         | 1      | 0      | 0      |
| 1      | Jiří Veselý (CZE)                 |            |            |            |           |           |          |          |         |         | ●       |         | 1      | 0      | 0      |
| 1      | Thiago Seyboth Wild (BRA)         |            |            |            |           |           |          |          |         |         | ●       |         | 1      | 0      | 0      |
| 1      | Jannik Sinner (ITA)               |            |            |            |           |           |          |          |         |         | ●       |         | 1      | 0      | 0      |
| 1      | Luke Bambridge (GBR)              |            |            |            |           |           |          |          |         |         |         | ●       | 0      | 1      | 0      |
| 1      | Rohan Bopanna (IND)               |            |            |            |           |           |          |          |         |         |         | ●       | 0      | 1      | 0      |
| 1      | Bob Bryan (USA)                   |            |            |            |           |           |          |          |         |         |         | ●       | 0      | 1      | 0      |
| 1      | Mike Bryan (USA)                  |            |            |            |           |           |          |          |         |         |         | ●       | 0      | 1      | 0      |
| 1      | Nikola Ćaćić (SRB)                |            |            |            |           |           |          |          |         |         |         | ●       | 0      | 1      | 0      |
| 1      | Roberto Carballés Baena (ESP)     |            |            |            |           |           |          |          |         |         |         | ●       | 0      | 1      | 0      |
| 1      | Marcus Daniell (NZL)              |            |            |            |           |           |          |          |         |         |         | ●       | 0      | 1      | 0      |
| 1      | Alejandro Davidovich Fokina (ESP) |            |            |            |           |           |          |          |         |         |         | ●       | 0      | 1      | 0      |
| 1      | Marcelo Demoliner (BRA)           |            |            |            |           |           |          |          |         |         |         | ●       | 0      | 1      | 0      |
| 1      | Sander Gillé (BEL)                |            |            |            |           |           |          |          |         |         |         | ●       | 0      | 1      | 0      |
| 1      | Máximo González (ARG)             |            |            |            |           |           |          |          |         |         |         | ●       | 0      | 1      | 0      |
| 1      | André Göransson (SWE)             |            |            |            |           |           |          |          |         |         |         | ●       | 0      | 1      | 0      |
| 1      | Dominic Inglot (GBR)              |            |            |            |           |           |          |          |         |         |         | ●       | 0      | 1      | 0      |
| 1      | Raven Klaasen (RSA)               |            |            |            |           |           |          |          |         |         |         | ●       | 0      | 1      | 0      |
| 1      | Austin Krajicek (USA)             |            |            |            |           |           |          |          |         |         |         | ●       | 0      | 1      | 0      |
| 1      | Fabrice Martin (FRA)              |            |            |            |           |           |          |          |         |         |         | ●       | 0      | 1      | 0      |
| 1      | Matwé Middelkoop (NED)            |            |            |            |           |           |          |          |         |         |         | ●       | 0      | 1      | 0      |
| 1      | Jamie Murray (GBR)                |            |            |            |           |           |          |          |         |         |         | ●       | 0      | 1      | 0      |
| 1      | Philipp Oswald (AUT)              |            |            |            |           |           |          |          |         |         |         | ●       | 0      | 1      | 0      |
| 1      | Vasek Pospisil (CAN)              |            |            |            |           |           |          |          |         |         |         | ●       | 0      | 1      | 0      |
| 1      | Ajsám Kúreší (PAK)                |            |            |            |           |           |          |          |         |         |         | ●       | 0      | 1      | 0      |
| 1      | Christopher Rungkat (INA)         |            |            |            |           |           |          |          |         |         |         | ●       | 0      | 1      | 0      |
| 1      | Neal Skupski (GBR)                |            |            |            |           |           |          |          |         |         |         | ●       | 0      | 1      | 0      |
| 1      | Franko Škugor (CRO)               |            |            |            |           |           |          |          |         |         |         | ●       | 0      | 1      | 0      |
| 1      | Joran Vliegen (BEL)               |            |            |            |           |           |          |          |         |         |         | ●       | 0      | 1      | 0      |

### Tituly podle států
|        |                    | Grand Slam | Grand Slam | Grand Slam | Závěrečné | Závěrečné | ATP 1000 | ATP 1000 | ATP 500 | ATP 500 | ATP 250 | ATP 250 | Celkem | Celkem | Celkem |
| Celkem | Stát               | D          | Č          | X          | D         | Č         | D        | Č        | D       | Č       | D       | Č       | D      | Č      | X      |
| ------ | ------------------ | ---------- | ---------- | ---------- | --------- | --------- | -------- | -------- | ------- | ------- | ------- | ------- | ------ | ------ | ------ |
| 8      | Francie            |            |            |            |           |           |          |          | 1       | 2       | 2       | 3       | 3      | 5      | 0      |
| 7      | Srbsko             | 1          |            |            |           |           | 2        |          | 1       |         | 2       | 1       | 6      | 1      | 0      |
| 7      | Španělsko          | 1          |            |            |           |           |          | 2        | 1       | 1       |         | 2       | 2      | 5      | 0      |
| 7      | Rusko              |            |            |            | 1         |           | 1        |          | 3       |         | 2       |         | 7      | 0      | 0      |
| 5      | Chorvatsko         |            | 1          | 1          |           | 1         |          |          |         |         |         | 2       | 0      | 4      | 1      |
| 5      | Brazílie           |            | 1          |            |           |           |          |          |         | 2       | 1       | 1       | 1      | 4      | 0      |
| 5      | Spojené království |            | 1          |            |           |           |          |          |         |         | 1       | 3       | 1      | 4      | 0      |
| 5      | Austrálie          |            |            |            |           |           |          | 1        |         | 2       | 1       | 1       | 1      | 4      | 0      |
| 4      | USA                |            | 1          |            |           |           |          |          |         |         | 1       | 2       | 1      | 3      | 0      |
| 4      | Argentina          |            |            |            |           |           |          | 1        |         | 1       |         | 2       | 0      | 4      | 0      |
| 4      | Nový Zéland        |            |            |            |           |           |          |          |         | 2       |         | 2       | 0      | 4      | 0      |
| 3      | Rakousko           | 1          |            |            |           |           |          |          |         | 1       |         | 1       | 1      | 2      | 0      |
| 3      | Německo            |            | 1          |            |           |           |          |          |         |         | 2       |         | 2      | 1      | 0      |
| 3      | Nizozemsko         |            |            |            |           | 1         |          |          |         |         |         | 2       | 0      | 3      | 0      |
| 3      | Polsko             |            |            |            |           |           |          | 1        |         | 2       |         |         | 0      | 3      | 0      |
| 2      | Kanada             |            |            |            |           |           |          | 1        |         |         |         | 1       | 0      | 2      | 0      |
| 2      | Chile              |            |            |            |           |           |          |          | 1       |         | 1       |         | 2      | 0      | 0      |
| 2      | Japonsko           |            |            |            |           |           |          |          |         |         |         | 2       | 0      | 2      | 0      |
| 1      | Česko              |            |            |            |           |           |          |          |         |         | 1       |         | 1      | 0      | 0      |
| 1      | Řecko              |            |            |            |           |           |          |          |         |         | 1       |         | 1      | 0      | 0      |
| 1      | Norsko             |            |            |            |           |           |          |          |         |         | 1       |         | 1      | 0      | 0      |
| 1      | Itálie             |            |            |            |           |           |          |          |         |         | 1       |         | 1      | 0      | 0      |
| 1      | Belgie             |            |            |            |           |           |          |          |         |         |         | 1       | 0      | 1      | 0      |
| 1      | Indie              |            |            |            |           |           |          |          |         |         |         | 1       | 0      | 1      | 0      |
| 1      | Indonésie          |            |            |            |           |           |          |          |         |         |         | 1       | 0      | 1      | 0      |
| 1      | Pákistán           |            |            |            |           |           |          |          |         |         |         | 1       | 0      | 1      | 0      |
| 1      | Jižní Afrika       |            |            |            |           |           |          |          |         |         |         | 1       | 0      | 1      | 0      |
| 1      | Švédsko            |            |            |            |           |           |          |          |         |         |         | 1       | 0      | 1      | 0      |

### Premiérové tituly
Hráči, kteří získali první titul ve dvouhře, ve čtyřhře nebo ve smíšené čtyřhře:
Dvouhra

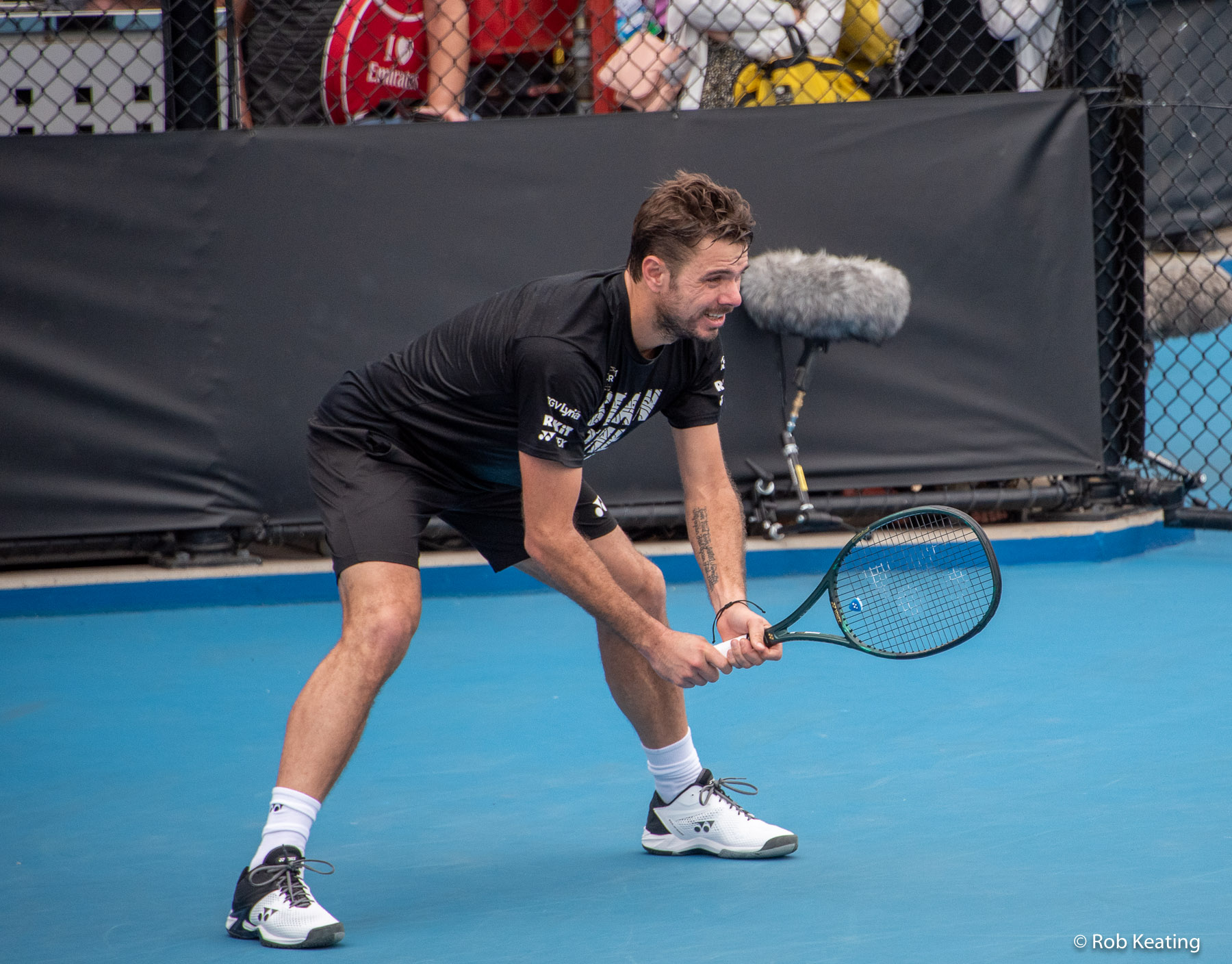
Stan Wawrinka rozehrál obnovenou část sezóny na pražských srpnových challengerech I. ČLTK Prague Open a RPM Open, než se vrátil na okruh ATP zářijovým Internazionali BNL d'Italia

- Ugo Humbert – Auckland (pavouk)
- Casper Ruud – Buenos Aires (pavouk)
- Thiago Seyboth Wild – Santiago (pavouk)
- Miomir Kecmanović – Kitzbühel (pavouk)
- John Millman – Nur-Sultan (pavouk)
- Jannik Sinner – Sofie (pavouk)

Čtyřhra
- André Göransson – Puné (pavouk)
- Christopher Rungkat – Puné (pavouk)
- Roberto Carballés Baena – Santiago (pavouk)
- Alejandro Davidovich Fokina – Santiago (pavouk)
- Alex de Minaur – Cincinnati (pavouk)
- Félix Auger-Aliassime – Paříž (pavouk)
- Hubert Hurkacz – Paříž (pavouk)

Smíšená čtyřhra
- Nikola Mektić – Australian Open (pavouk)

### Obhájené tituly
Hráči, kteří obhájili titul:
Dvouhra
- Novak Djoković – Australian Open (pavouk)
- Gaël Monfils – Rotterdam (pavouk)
- Stefanos Tsitsipas – Marseille (pavouk)
- Rafael Nadal – French Open (pavouk)

Čtyřhra
- Ben McLachlan – Auckland (pavouk)
- Horacio Zeballos – Buenos Aires (pavouk)
- Bob Bryan – Delray Beach (pavouk)
- Mike Bryan – Delray Beach (pavouk)
- Kevin Krawietz – French Open (pavouk)
- Andreas Mies – French Open (pavouk)

## Žebříček
Žebříček ATP Race to London nebyl kvůli pandemii covidu-19 uplatněn, ale rohodujícím pro účast hráčů na Turnaji mistrů se stal modifikovaný standardní žebříček. Konečná klasifikace ATP byla sestavena na základě bodového hodnocení tenistů za posledních 52 týdnů.

### Dvouhra
Tabulky uvádí 20 nejvýše postavených hráčů na singlovém žebříčku ATP. Šedý podklad vlevo uvádí hráče, kteří se zúčastnili Turnaje mistrů, červený podklad pak odhlášeného tenistu.
| Žebříček ATP Race | Žebříček ATP Race           | Žebříček ATP Race | Žebříček ATP Race |
| Poř.              | Hráč                        | body              | tours             |
| ----------------- | --------------------------- | ----------------- | ----------------- |
| 1.                | Novak Djoković (SRB)        | 11 830            | 17                |
| 2.                | Rafael Nadal (ESP)          | 9 850             | 17                |
| 3.                | Dominic Thiem (AUT)         | 9 125             | 20                |
| 4.                | Daniil Medveděv (RUS)       | 6 970             | 23                |
| 5.                | Roger Federer (SUI)         | 6 630             | 16                |
| 6.                | Stefanos Tsitsipas (GRE)    | 5 925             | 27                |
| 7.                | Alexander Zverev (GER)      | 5 525             | 26                |
| 8.                | Andrej Rubljov (RUS)        | 3 919             | 25                |
| 9.                | Diego Schwartzman (ARG)     | 3 455             | 25                |
| 10.               | Matteo Berrettini (ITA)     | 3 075             | 20                |
| 11.               | Gaël Monfils (FRA)          | 2 860             | 22                |
| 12.               | Denis Shapovalov (CAN)      | 2 830             | 29                |
| 13.               | Roberto Bautista Agut (ESP) | 2 710             | 24                |
| 14.               | Milos Raonic (CAN)          | 2 580             | 20                |
| 15.               | David Goffin (BEL)          | 2 555             | 26                |
| 16.               | Pablo Carreño Busta (ESP)   | 2 535             | 26                |
| 17.               | Fabio Fognini (ITA)         | 2 400             | 24                |
| 18.               | Stan Wawrinka (SUI)         | 2 320             | 21                |
| 19.               | Grigor Dimitrov (BUL)       | 2 260             | 25                |
| 20.               | Karen Chačanov (RUS)        | 2 245             | 28                |

| Konečný žebříček ATP | Konečný žebříček ATP        | Konečný žebříček ATP | Konečný žebříček ATP | Konečný žebříček ATP | Konečný žebříček ATP | Konečný žebříček ATP | Konečný žebříček ATP |
| Poř.                 | hráč                        | bodů                 | tours                | '19                  | max                  | min                  | '19→'20              |
| -------------------- | --------------------------- | -------------------- | -------------------- | -------------------- | -------------------- | -------------------- | -------------------- |
| 1.                   | Novak Djoković (SRB)        | 12 030               | 18                   | 2.                   | 1.                   | 2.                   | ▲1                   |
| 2.                   | Rafael Nadal (ESP)          | 9 850                | 18                   | 1.                   | 1.                   | 2.                   | ▼1                   |
| 3.                   | Dominic Thiem (AUT)         | 9 125                | 21                   | 4.                   | 3.                   | 5.                   | ▲1                   |
| 4.                   | Daniil Medveděv (RUS)       | 8 470                | 24                   | 5.                   | 4.                   | 6.                   | ▲1                   |
| 5.                   | Roger Federer (SUI)         | 6 630                | 16                   | 3.                   | 3.                   | 5.                   | ▼2                   |
| 6.                   | Stefanos Tsitsipas (GRE)    | 5 925                | 28                   | 6.                   | 5.                   | 6.                   | ▬                    |
| 7.                   | Alexander Zverev (GER)      | 5 525                | 27                   | 7.                   | 7.                   | 7.                   | ▬                    |
| 8.                   | Andrej Rubljov (RUS)        | 4 119                | 26                   | 23.                  | 8.                   | 23.                  | ▲15                  |
| 9.                   | Diego Schwartzman (ARG)     | 3 455                | 26                   | 13.                  | 8.                   | 15.                  | ▲4                   |
| 10.                  | Matteo Berrettini (ITA)     | 3 075                | 21                   | 8.                   | 8.                   | 10.                  | ▼2                   |
| 11.                  | Gaël Monfils (FRA)          | 2 860                | 23                   | 9.                   | 9.                   | 11.                  | ▼2                   |
| 12.                  | Denis Shapovalov (CAN)      | 2 830                | 30                   | 14.                  | 10.                  | 17.                  | ▲2                   |
| 13.                  | Roberto Bautista Agut (ESP) | 2 710                | 25                   | 10.                  | 9.                   | 13.                  | ▼3                   |
| 14.                  | Milos Raonic (CAN)          | 2 580                | 21                   | 32.                  | 14.                  | 37.                  | ▲18                  |
| 15.                  | David Goffin (BEL)          | 2 555                | 27                   | 11.                  | 10.                  | 15.                  | ▼4                   |
| 16.                  | Pablo Carreño Busta (ESP)   | 2 535                | 27                   | 27.                  | 15.                  | 30.                  | ▲11                  |
| 17.                  | Fabio Fognini (ITA)         | 2 400                | 25                   | 12.                  | 11.                  | 17.                  | ▼5                   |
| 18.                  | Stan Wawrinka (SUI)         | 2 320                | 22                   | 15.                  | 13.                  | 20.                  | ▼3                   |
| 19.                  | Grigor Dimitrov (BUL)       | 2 260                | 26                   | 20.                  | 18.                  | 23.                  | ▲1                   |
| 20.                  | Karen Chačanov (RUS)        | 2 245                | 29                   | 17.                  | 15.                  | 20.                  | ▲3                   |

#### Světové jedničky
| Světová jednička     | Datum nástupu     | Datum odchodu     |
| -------------------- | ----------------- | ----------------- |
| Rafael Nadal (ESP)   | konec sezóny 2019 | 2. února 2020     |
| Novak Djoković (SRB) | 3. února 2020     | konec sezóny 2020 |

#### Nové žebříčkové maximum
Hráči, kteří v sezóně 2020 zaznamenali nové kariérní maximum v první padesátce žebříčku ATP  (ztučnění jmen u hráčů, kteří v elitní světové desítce debutovali a postavení při novém maximu v Top 10):
Dvouhra
- Hubert Hurkacz (na 28. místo 3. února)
- Cristian Garín (na 18. místo 24. února)
- Alexandr Bublik (na 47. místo 24. února)
- Jošihito Nišioka (na 48. místo 24. února)
- Dominic Thiem (na 3. místo 2. března)
- Taylor Fritz (na 24. místo 2. března)
- Daniel Evans (na 28. místo 2. března)
- Jan-Lennard Struff (na 29. místo 31. srpna)
- Miomir Kecmanović (na 39. místo 14. září)
- Denis Shapovalov (na 10. místo 21. září)
- Casper Ruud (na 25. místo 28. září)
- Diego Schwartzman (na 8. místo 12. října)
- Andrej Rubljov (na 8. místo 19. října)
- Lorenzo Sonego (na 32. místo 2. listopadu)
- Ugo Humbert (na 30. místo 9. listopadu)
- Jannik Sinner (na 37. místo 16. listopadu)

### Čtyřhra
Tabulky uvádí 10 nejvýše postavených párů na žebříčku ATP Race to London, určující postup na 
Turnaji mistrů a 20 nejvýše postavených hráčů na žebříčku ATP ve čtyřhře ke konci sezóny 2020. Šedý podklad vlevo uvádí páry, které se zúčastnily Turnaje mistrů. T – sdílené umístění.
| Žebříček ATP Race | Žebříček ATP Race                                | Žebříček ATP Race | Žebříček ATP Race |
| Poř.              | pár                                              | bodů              | turnajů           |
| ----------------- | ------------------------------------------------ | ----------------- | ----------------- |
| 1.                | Mate Pavić (CRO) Bruno Soares (BRA)              | 3 785             | 12                |
| 2.                | Rajeev Ram (USA) Joe Salisbury (GBR)             | 3 750             | 10                |
| 3.                | Wesley Koolhof (NED) Nikola Mektić (CRO)         | 3 625             | 13                |
| 4.                | Kevin Krawietz (GER) Andreas Mies (GER)          | 3 110             | 14                |
| 5.                | Jürgen Melzer (AUT) Édouard Roger-Vasselin (FRA) | 2 980             | 16                |
| 6.                | Marcel Granollers (ESP) Horacio Zeballos (ARG)   | 2 840             | 10                |
| 7.                | Łukasz Kubot (POL) Marcelo Melo (BRA)            | 2 340             | 14                |
| 8.                | John Peers (AUS) Michael Venus (NZL)             | 2 240             | 14                |
| 9.                | Jamie Murray (GBR) Neal Skupski (GBR)            | 2 140             | 16                |
| 10.               | Max Purcell (AUS) Luke Saville (AUS)             | 1 665             | 12                |

| Konečný žebříček ATP | Konečný žebříček ATP         | Konečný žebříček ATP | Konečný žebříček ATP | Konečný žebříček ATP | Konečný žebříček ATP | Konečný žebříček ATP | Konečný žebříček ATP |
| Poř.                 | hráč                         | bodů                 | tours                | '19                  | max                  | min                  | '19→'20              |
| -------------------- | ---------------------------- | -------------------- | -------------------- | -------------------- | -------------------- | -------------------- | -------------------- |
| 1.                   | Juan Sebastián Cabal (COL)   | 8 530                | 23                   | 1T.                  | 1.                   | 1.                   | ▬                    |
| 2.                   | Robert Farah (COL)           | 8 440                | 23                   | 1T.                  | 1.                   | 2.                   | ▼1                   |
| 3.                   | Horacio Zeballos (ARG)       | 7 180                | 25                   | 4.                   | 3.                   | 4.                   | ▲1                   |
| 4.                   | Mate Pavić (CRO)             | 6 950                | 30                   | 17.                  | 4.                   | 17.                  | ▲13                  |
| 5.                   | Wesley Koolhof (NED)         | 6 590                | 31                   | 18.                  | 5.                   | 18.                  | ▲13                  |
| 6.                   | Nicolas Mahut (FRA)          | 6 430                | 24                   | 3.                   | 3.                   | 6.                   | ▼3                   |
| 7.                   | Bruno Soares (BRA)           | 6 430                | 25                   | 21.                  | 6.                   | 27.                  | ▲14                  |
| 8.                   | Nikola Mektić (CRO)          | 6 330                | 30                   | 14.                  | 8.                   | 22.                  | ▲6                   |
| 9.                   | Marcel Granollers (ESP)      | 5 775                | 25                   | 26.                  | 7.                   | 27.                  | ▲17                  |
| 10.                  | Łukasz Kubot (POL)           | 5 700                | 28                   | 5.                   | 5.                   | 12T.                 | ▼5                   |
| 10.                  | Marcelo Melo (BRA)           | 5 700                | 28                   | 7.                   | 5T.                  | 12T.                 | ▼3                   |
| 12.                  | Joe Salisbury (GBR)          | 5 690                | 27                   | 22.                  | 3.                   | 22.                  | ▲10                  |
| 13.                  | Michael Venus (NZL)          | 5 630                | 26                   | 10.                  | 8                    | 14.                  | ▼3                   |
| 14.                  | Rajeev Ram (USA)             | 5 600                | 25                   | 24.                  | 5.                   | 24.                  | ▲10                  |
| 15.                  | Édouard Roger-Vasselin (FRA) | 5 570                | 33                   | 15.                  | 15.                  | 22.                  | ▬                    |
| 16.                  | Ivan Dodig (CRO)             | 5 100                | 27                   | 12.                  | 8.                   | 16.                  | ▼4                   |
| 17.                  | Filip Polášek (SVK)          | 5 030                | 27                   | 13.                  | 7.                   | 17.                  | ▼4                   |
| 18.                  | Raven Klaasen (RSA)          | 4 840                | 28                   | 8.                   | 8.                   | 18.                  | ▼10                  |
| 19.                  | Kevin Krawietz (GER)         | 4 715                | 33                   | 9.                   | 8.                   | 19.                  | ▼10                  |
| 20.                  | Andreas Mies (GER)           | 4 680                | 33                   | 11.                  | 10.                  | 20.                  | ▼9                   |

#### Světové jedničky
| Světová jednička                              | Datum nástupu     | Datum odchodu     |
| --------------------------------------------- | ----------------- | ----------------- |
| Juan Sebastián Cabal (COL) Robert Farah (COL) | konec sezóny 2019 | 2. února 2020     |
| Robert Farah (COL)                            | 3. února 2020     | konec sezóny 2020 |

#### Nové žebříčkové maximum
Hráči, kteří v sezóně 2020 zaznamenali nové kariérní maximum v první padesátce žebříčku ATP čtyřhry (ztučnění jmen u hráčů, kteří v elitní světové desítce debutovali a postavení při novém maximu v Top 10):
Čtyřhra
- Diego Schwartzman (na 39. místo 6. ledna)
- Rajeev Ram (na 5. místo 3. února)
- Filip Polášek (na 7. místo 3. února)
- Fabrice Martin (na 22. místo 3. února)
- Jérémy Chardy (na 24. místo 3. února)
- Joe Salisbury (na 3. místo 10. února)
- Luke Saville (na 37. místo 24. února)
- Denis Shapovalov (na 44. místo 24. února)
- Max Purcell (na 39. místo 2. března)
- Neal Skupski (na 26. místo 31. srpna)
- Joran Vliegen (na 35. místo 14. září)
- Sander Gillé (na 40. místo 14. září)
- Wesley Koolhof (na 5. místo 23. listopadu)

## Výdělek hráčů
| Nejvyšší výdělky tenistů                                                     | Nejvyšší výdělky tenistů    | Nejvyšší výdělky tenistů | Nejvyšší výdělky tenistů | Nejvyšší výdělky tenistů |
| Poř.                                                                         | hráč                        | ve dvouhře               | ve čtyřhře               | celkem v sezóně          |
| ---------------------------------------------------------------------------- | --------------------------- | ------------------------ | ------------------------ | ------------------------ |
| 1.                                                                           | Novak Djoković (SRB)        | 6 435 158 $              | 76 075 $                 | 6 511 233 $              |
| 2.                                                                           | Dominic Thiem (AUT)         | 6 024 876 $              | 5 880 $                  | 6 030 756 $              |
| 3.                                                                           | Rafael Nadal (ESP)          | 3 856 127 $              | 25 075 $                 | 3 881 202 $              |
| 4.                                                                           | Daniil Medveděv (RUS)       | 3 607 670 $              | 15 221 $                 | 3 622 891 $              |
| 5.                                                                           | Alexander Zverev (GER)      | 3 255 077 $              | 24 889 $                 | 3 279 966 $              |
| 6.                                                                           | Andrej Rubljov (RUS)        | 2 169 487 $              | 54 378 $                 | 2 223 865 $              |
| 7.                                                                           | Stefanos Tsitsipas (GRE)    | 2 093 232 $              | 13 218 $                 | 2 106 450 $              |
| 8.                                                                           | Pablo Carreño Busta (ESP)   | 1 736 746 $              | 204 724 $                | 1 941 470 $              |
| 9.                                                                           | Diego Schwartzman (ARG)     | 1 550 441 $              | 34 928 $                 | 1 585 369 $              |
| 10.                                                                          | Roberto Bautista Agut (ESP) | 1 390 184 $              | 0                        | 1 390 184 $              |
| částky v amerických dolarech; aktualizováno ke konci sezóny 7. prosince 2020 |                             |                          |                          |                          |

## Ukončení kariéry
Seznam uvádí tenisty (vítěze turnaje ATP, anebo ty, kteří byli klasifikováni alespoň jeden týden v Top 100 dvouhry a/nebo Top 100 čtyřhry žebříčku ATP), jež ohlásili ukončení profesionální kariéry, neodehráli za více než 52 uplynulých týdnů žádný turnaj, nebo jim byl uložen stálý zákaz hraní, a to v sezóně 2020:

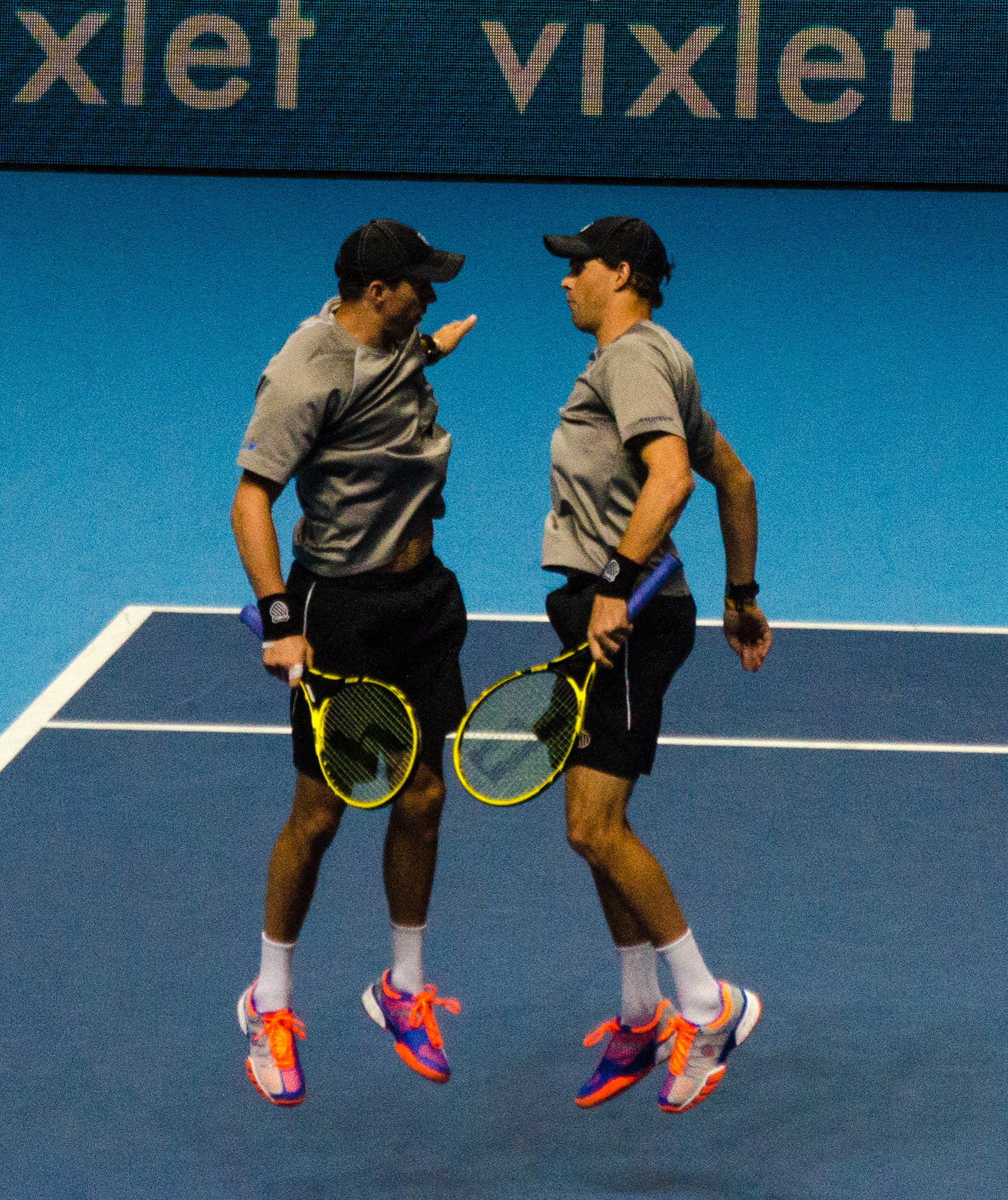
Bob a Mike Bryanovi vytvořili během kariéry několik rekordů ve čtyřhře. Společně vyhráli sto osmnáct turnajů včetně šestnácti grandslamů a stali se deblovými světovými jedničkami. Kariéru ukončili v souvislosti s koronavirovou pandemií před US Open 2020

- Bob a Mike Bryanovi (* 29. dubna 1978 Wesley Chapel, Florida, Spojené státy americké), do profesionálního tenisu dvojčata vstoupila roku 1998 a v září 2003 se stala světovými jedničkami ve čtyřhře. Během kariéry vytvořili několik tenisových rekordů. V letech 2003–2019 společně figurovali 438 týdnů na čele světové klasifikace. Bob Bryan byl prvním deblistou celkem 439 týdnů a Mike Bryan 506 týdnů, což při ukončení kariéry znamenalo dvě nejdelší období vůbec. Mezi lety 2003–2014 také zakončili desetkrát sezónu jako světové jedničky. Rekordním zápisem bylo i šestnáct grandslamů ve čtyřhře vyhraných jedním párem z třiceti odehraných finále, šesti na Australian Open, dvou na French Open, tři ve Wimbledonu a pěti na US Open. Po zranění Boba Bryana v roce 2018, získal Mike Bryan dvě grandslamové trofeje ve Wimbledonu 2018 a na US Open 2018 s Jackem Sockem, čímž vytvořil rekord osmnácti vyhraných majorů. Bryanovci také čtyřikrát ovládli závěrečný Turnaj mistrů v letech 2003, 2004, 2009 a 2014. Mike Bryan přidal pátý vavřín se Sockem v sezóně 2018. Z letních olympijských her si dvojčata odvezla dvě medaile, bronz z LOH 2008 v Pekingu a zlato z LOH 2012 v Londýně. S různými spoluhráčkami triumfovali v jedenácti smíšených soutěžích grandslamu, z toho sedmkrát Bob a čtyřikrát Mike Bryan. Na okruhu ATP Tour si mezi roky 1999–2019 připsali rekordních sto osmnáct trofejí jako pár včetně třiceti devíti titulů ze série Masters. V období 2003–2018 nastupovali za americký daviscupový tým, s nímž získali salátovou mísu v roce 2007. Během listopadu 2019 oznámili záměr ukončit profesionální kariéru na US Open 2020. V souvislosti s koronavirovou pandemií se tak stalo o týden dříve.[27]
- Steve Darcis (* 13. března 1984 Lutych, Belgie), profesionál od 2003, na singlovém žebříčku ATP nejvýše figuroval na 38. místě v roce 2017. Vítěz dvou titulů na okruhu ATP Tour ve dvouhře. S belgickým daviscupovým týmem dosáhl finálových účastí v letech 2015 a 2017. Ukončení kariéry na Australian Open 2020 oznámil během října 2019.[28]
- Pere Riba (* 7. dubna 1988 Barcelona, Španělsko), profesionál od 2004, na singlovém žebříčku ATP nejvýše figuroval na 65. místě v květnu 2011 a na deblovém pak na 81. místě v červnu 2010. Vítěz sedmi singlových a šesti deblových titulů na ATP Challenger Tour. V rámci grandslamu si zahrál čtvrtfinále čtyřhry na French Open 2010.[29]
- Santiago Giraldo (* 27. listopadu 1987 Pereira, Kolumbie), profesionál od 2006, na singlovém žebříčku ATP nejvýše figuroval na 28. místě v září 2014 a na deblovém pak na 77. místě v červnu 2015. V rámci okruhu ATP Tour skončil jako poražený finalista na dvou singlových a jednom deblovém turnaji. Kolumbii reprezentoval na Letních olympijských her 2012 v Londýně.[30]

## Rozpis bodů
| ATP Tour 2020                                                                                                | ATP Tour 2020         | ATP Tour 2020        | ATP Tour 2020       | ATP Tour 2020                                                                               | ATP Tour 2020                                                                               | ATP Tour 2020                                                                               | ATP Tour 2020                                                                               | ATP Tour 2020                                                                               | ATP Tour 2020                                                                               | ATP Tour 2020                                                                               | ATP Tour 2020                                                                               | ATP Tour 2020                                                                               | ATP Tour 2020 | ATP Tour 2020 |
| ↓kategorie / fáze→                                                                                           | vítězové              | finalisté            | semifinalisté       | čtvrtfinalisté                                                                              | 16 v kole                                                                                   | 32 v kole                                                                                   | 64 v kole                                                                                   | 128 v kole                                                                                  | QV                                                                                          | Q3                                                                                          | Q2                                                                                          | Q1                                                                                          |               |               |
| --- | --------------------- | -------------------- | ------------------- | ------------------------------------------------------------------------------------------- | ------------------------------------------------------------------------------------------- | ------------------------------------------------------------------------------------------- | ------------------------------------------------------------------------------------------- | ------------------------------------------------------------------------------------------- | ------------------------------------------------------------------------------------------- | ------------------------------------------------------------------------------------------- | ------------------------------------------------------------------------------------------- | ------------------------------------------------------------------------------------------- | ------------- | ------------- |
| Grand Slam (128Č)                                                                                            | 2000                  | 1200                 | 720                 | 360                                                                                         | 180                                                                                         | 90                                                                                          | 45                                                                                          | 10                                                                                          | 25                                                                                          | 16                                                                                          | 8                                                                                           | 0                                                                                           |               |               |
| Grand Slam (64Č)                                                                                             | 2000                  | 1200                 | 720                 | 360                                                                                         | 180                                                                                         | 90                                                                                          | 0                                                                                           | –                                                                                           | 25                                                                                          | –                                                                                           | 0                                                                                           | 0                                                                                           |               |               |
| ATP Finals (8D/8Č)                                                                                           | 1500 (max) 1100 (min) | 1000 (max) 600 (min) | 600 (max) 200 (min) | 200 za každou výhru v základní skupině, +400 za výhru v semifinále, +500 za výhru ve finále | 200 za každou výhru v základní skupině, +400 za výhru v semifinále, +500 za výhru ve finále | 200 za každou výhru v základní skupině, +400 za výhru v semifinále, +500 za výhru ve finále | 200 za každou výhru v základní skupině, +400 za výhru v semifinále, +500 za výhru ve finále | 200 za každou výhru v základní skupině, +400 za výhru v semifinále, +500 za výhru ve finále | 200 za každou výhru v základní skupině, +400 za výhru v semifinále, +500 za výhru ve finále | 200 za každou výhru v základní skupině, +400 za výhru v semifinále, +500 za výhru ve finále | 200 za každou výhru v základní skupině, +400 za výhru v semifinále, +500 za výhru ve finále | 200 za každou výhru v základní skupině, +400 za výhru v semifinále, +500 za výhru ve finále |               |               |
| ATP Tour Masters 1000 (96Č)                                                                                  | 1000                  | 600                  | 360                 | 180                                                                                         | 90                                                                                          | 45                                                                                          | 25                                                                                          | 10                                                                                          | 16                                                                                          | –                                                                                           | 8                                                                                           | 0                                                                                           |               |               |
| ATP Tour Masters 1000 (56D/48Č)                                                                              | 1000                  | 600                  | 360                 | 180                                                                                         | 90                                                                                          | 45                                                                                          | 10                                                                                          | –                                                                                           | 25                                                                                          | –                                                                                           | 16                                                                                          | 0                                                                                           |               |               |
| ATP Tour Masters 1000 (32Č)                                                                                  | 1000                  | 600                  | 360                 | 180                                                                                         | 90                                                                                          | 0                                                                                           | –                                                                                           | –                                                                                           | –                                                                                           | –                                                                                           | –                                                                                           | –                                                                                           |               |               |
| ATP Tour 500 (48Č)                                                                                           | 500                   | 300                  | 180                 | 90                                                                                          | 45                                                                                          | 20                                                                                          | 0                                                                                           | –                                                                                           | 10                                                                                          | –                                                                                           | 4                                                                                           | 0                                                                                           |               |               |
| ATP Tour 500 (32Č)                                                                                           | 500                   | 300                  | 180                 | 90                                                                                          | 45                                                                                          | 0                                                                                           | –                                                                                           | –                                                                                           | 20                                                                                          | –                                                                                           | 10                                                                                          | 0                                                                                           |               |               |
| ATP Tour 500 (16Č)                                                                                           | 500                   | 300                  | 180                 | 90                                                                                          | 0                                                                                           | –                                                                                           | –                                                                                           | –                                                                                           | 45                                                                                          | –                                                                                           | 25                                                                                          | 0                                                                                           |               |               |
| ATP Tour 250 (48Č)                                                                                           | 250                   | 150                  | 90                  | 45                                                                                          | 20                                                                                          | 10                                                                                          | 0                                                                                           | –                                                                                           | 5                                                                                           | –                                                                                           | 3                                                                                           | 0                                                                                           |               |               |
| ATP Tour 250 (32D/28Č)                                                                                       | 250                   | 150                  | 90                  | 45                                                                                          | 20                                                                                          | 0                                                                                           | –                                                                                           | –                                                                                           | 12                                                                                          | –                                                                                           | 6                                                                                           | 0                                                                                           |               |               |
| ATP Tour 250 (16Č)                                                                                           | 250                   | 150                  | 90                  | 45                                                                                          | 0                                                                                           | –                                                                                           | –                                                                                           | –                                                                                           | –                                                                                           | –                                                                                           | –                                                                                           | –                                                                                           |               |               |
| QV – vítěz kvalifikace, Q1–3 – 1. až 3. kolo kvalifikace, (xD/Č) – „x“ počet hráčů dvouhry/čtyřhry v soutěži |                       |                      |                     |                                                                                             |                                                                                             |                                                                                             |                                                                                             |                                                                                             |                                                                                             |                                                                                             |                                                                                             |                                                                                             |               |               |